# بشير حسن القطان
بشير حسن القطان (1350 - 1413 هـ / 1931 - 1992 م) هو أديب شاعر ومدرس للغة الإنكليزية ، من أهل الموصل.
هو بشير بن حسن بن مصطفى القطان. أصدر ديوانين شعريين: «أغاني الربيع» عام 1952 م و «أغاريد عودة ووحدة» عام 1965 م.